# Contamines Montjoie - Miage - Tré la Tête
Contamines Montjoie - Miage - Tré la Tête este o arie protejată (sit de importanță comunitară — SCI) din Franța întinsă pe o suprafață de 5.537,3 ha, integral pe uscat.

## Localizare
Centrul sitului Contamines Montjoie - Miage - Tré la Tête este situat la coordonatele 45°46′45″N 6°44′59″E / 45.77917°N 6.74972°E.

## Înființare
Situl Contamines Montjoie - Miage - Tré la Tête a fost declarat arie specială de conservare în baza directivei 92/43 din 1992 referitoare la conservarea habitatelor naturale și a faunei și florei sălbatice pentru a proteja 3 specii de animale.

## Biodiversitate
Situată în ecoregiunea alpină, aria protejată conține 20 de habitate naturale: Ape stătătoare oligotrofe până la mezotrofe, cu vegetație de Littorelletea uniflorae și/sau de Isoëto-Nanojuncetea, Turbării active, Formațiuni pioniere alpine de Caricion bicoloris-atrofuscae, Ghețari permanenți, Pante stâncoase silicioase cu vegetație casmofită, Lacuri și iazuri distrofice naturale, Fânețe montane, Peșteri inaccesibile publicului, Mlaștini împădurite, Pajiști alpine și subalpine calcaroase, Păduri acidofile de Picea de la nivel montan la nivel alpin (Vaccinio-Piceetea), Fânețe de joasă altitudine (Alopecurus pratensis, Sanguisorba officinalis), Pajiști calaminariene cu Violetalia calaminariae, Mlaștini alcaline, Grohotișuri silicioase de la nivelul montan până la nivelul zăpezii (Androsacetalia alpinae și Galeopsietalia ladani), Liziere de ierburi înalte hidrofile de câmpie și de nivel montan până la alpin, Grohotișuri calcaroase și de șisturi calcaroase de la nivelul montan până la nivelul alpin (Thlaspietea rotundifolii), Pante stâncoase calcaroase cu vegetație casmofită, Râuri de munte și vegetația erbacee de pe malurile acestora, Pajiști alpine și boreale.
La baza desemnării sitului se află mai multe specii protejate de  mamifere (3): liliac cârn (Barbastella barbastellus), râs eurasiatic (Lynx lynx), liliac cu urechi mari (Myotis bechsteinii).
Pe lângă speciile protejate, pe teritoriul sitului au mai fost identificate 4 specii de plante, 2 specii de amfibieni, 2 specii de mamifere, 5 specii de nevertebrate, 3 specii de reptile.